# 呆式日记
《呆式日记》是《爆笑校园》的作者画的漫画，讲述的是主角呆头，用自己的精神写下自己每一个平凡的生活的故事。在第三卷完结。

## 出版書籍
呆式日记1
呆式日记2
呆式日记3